# Tango Amoratado
Das Dresdner Duo Tango Amoratado (= Dunkelvioletter Tango) sind Jürgen Karthe am Bandoneon und Fabian Klentzke am Klavier. Sie treten seit 2002 in dieser Besetzung mit Tango Argentino, Vals und Milongas auf.

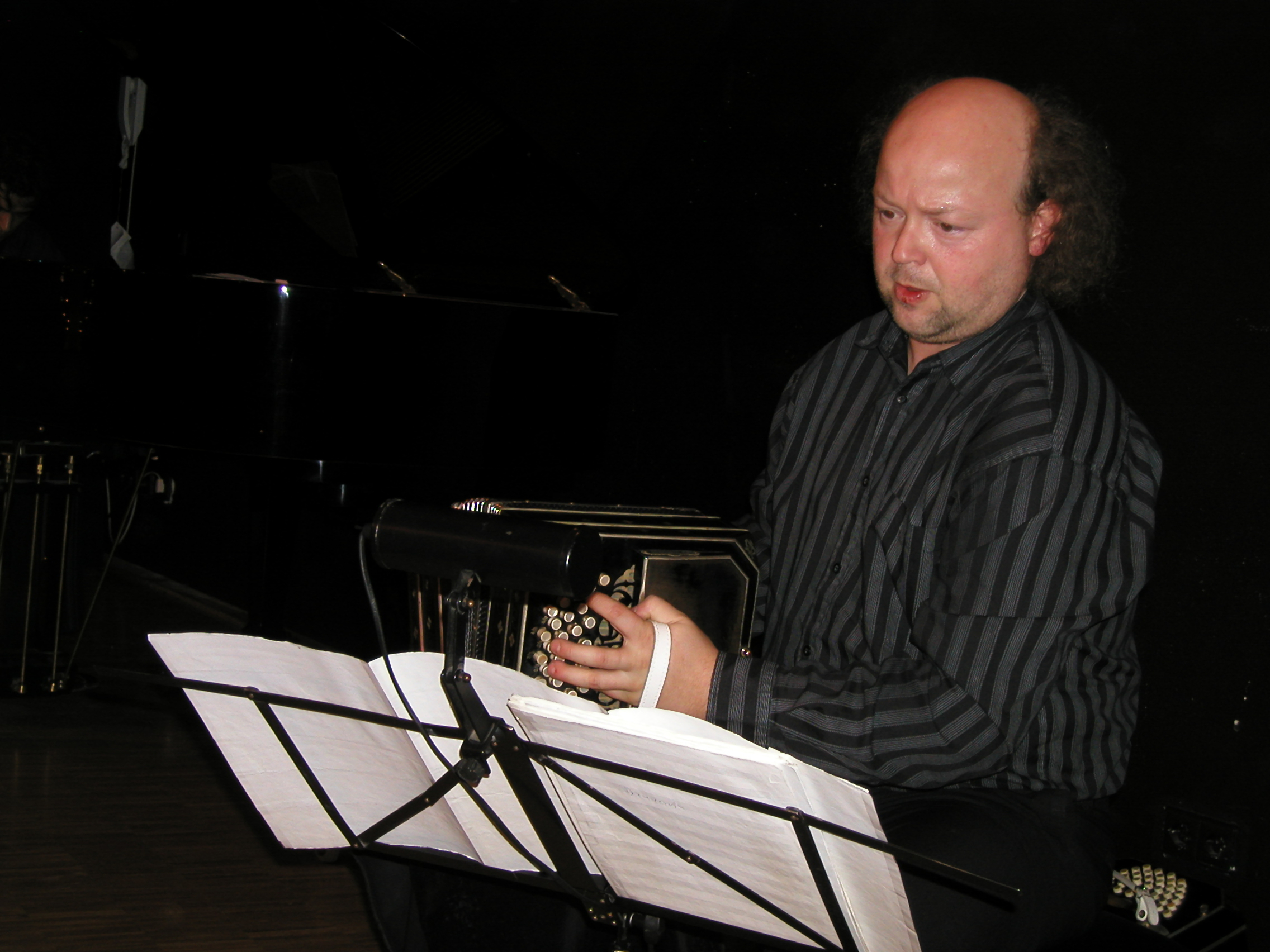
Jürgen Karthe am 13. Januar 2006 im Kult in Niederstetten

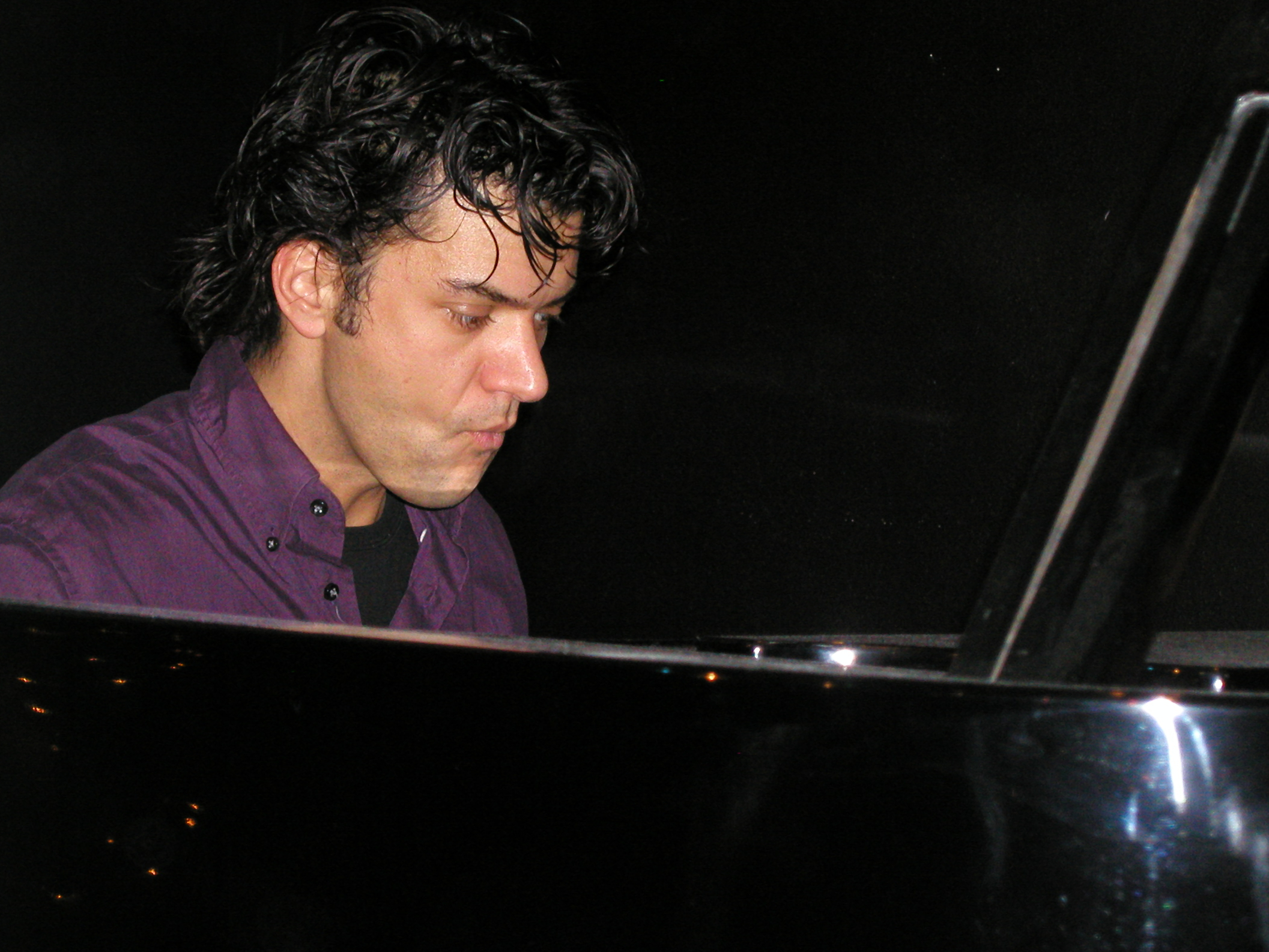
Fabian Klentzke am 13. Januar 2006 im Kult in Niederstetten

Jürgen Karthe spielt seit 1994 Bandoneon, dem typischen Instrument des Tango Argentino, das seine Wurzeln im sächsischen Erzgebirge hat. Karthe nahm Unterricht im Bandoneonspiel bei einem Aufenthalt in Argentinien und am Konservatorium in Rotterdam. Seine Lehrer waren u. a. Marino Rivero, Nestor Vaz und Néstor Marconi. 
Fabian Klentzke wurde in Halle (Saale) geboren und lernte Klavier und Oboe  und singt gelegentlich bei Auftritten. Für das Sexteto Andorinha arrangiert und transkribiert er alte Tangos. Er hatte Unterricht bei Marino Rivero, Nestor Marconi und Peter Reil. Seit 1997 spielte er Theatermusiken und gestaltete er verschiedene musikalisch-literarische Programme.
Die Konzerteengagements führten das Duo in zahlreichen Städte in Deutschland sowie u. a. nach Yokohama, Istanbul, Paris, London und Moskau.

## Diskografie
- Tango Amoratado (auris subtilis, 2005)
- Romantica (auris subtilis, 2009)
- Corazón al Sur (auris subtilis, 2013                         )